# Fokální adhezívní kináza

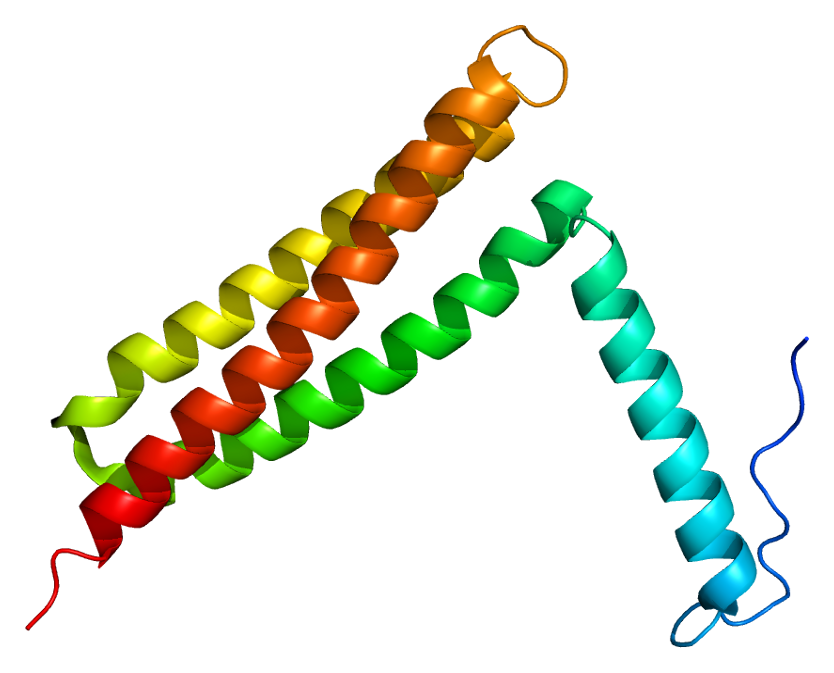
Struktura proteinu FAK

Fokální adhezívní kináza (nejčastěji pod zkratkou FAK, někdy i PTK2) je tyrosinkináza (nikoliv však receptor) a první objevený člen FAK rodiny enzymů. Nachází se ve fokálních adhezích, a to jak v embryonálních stadiích, tak v dospělosti. Studie ukazují, že FAK má zásadní roli v procesu gastrulace, ale i ve vývoji CNS, somitů, stěn cév, zárodečných buněk a podobně. V RNA pro tento enzym dochází k alternativnímu splicingu.
FAK je aktivována tím, že je fosforylována na tyrosinovém zbytku. Tuto fosforylaci vyvolá buněčná adheze pomocí integrinů v signalizační dráze zprostředkované enzymem Rho. Ve výsledku zřejmě fokální adhezívní kináza (přes jisté adaptorové proteiny) aktivuje GTPázu Ras. FAK zřejmě zvyšuje buněčnou pohyblivost (zvyšuje schopnost tvořit panožky). Dále se účastní regulace buněčného růstu.